# Гомеш, Мигел
Мигел Гомеш (порт. Miguel Gomes, 1972, Лиссабон) — португальский кинорежиссёр.

## Биография
Занимался кинокритикой. Начал снимать короткометражные ленты, которые сразу же были замечены критикой. Его первый полнометражный фильм Лицо, которого ты заслуживаешь (2004) получил признание как критики, так и публики.

## Фильмография
- 1999 — Между тем /Entretanto (короткометражный, главная премия МКФ короткометражного кино в Оберхаузене, номинация на лучший фильм МКФ Молодіст, Киев)
- 2000 — Всё для Рождества / Inventário de Natal (короткометражный)
- 2001 — 31 (короткометражный)
- 2002 — Переводные картинки /Kalkitos (короткометражный)
- 2004 — Лицо, которого ты заслуживаешь / A Cara que Mereces (номинация на Португальскую премию Золотой глобус)
- 2006 — Песнь творенья / Cântico das criaturas (короткометражный)
- 2008 — Наш любимый месяц август / Aquele Querido Mês de Agosto (Португальская премия Золотой глобус за лучший фильм, премия за лучший фильм на МКФ в Сан-Паулу и МКФ независимого кино в Буэнос-Айресе, две премии на МКФ в Вальдивии, премия ФИПРЕССИ на МКФ в Вене и др.награды)
- 2012 —  Табу / Tabu  (, премия имени Альфреда Бауэра на Берлинале-2012)
- 2013 — Искупление / Redemption
- 2014 —  Тысяча и одна ночь/ As 1001 Noites
- 2021 —  / Diários de Otsoga
- 2024 —  Гранд тур / Grand Tour

## Признание
Номинант и лауреат ряда национальных и международных премий.